# Oltszem
Oltszem (románul Olteni, németül Altzen) falu Romániában, Erdélyben, Kovászna megyében. Az oltszemi Mikó-kastéllyal szemben kitűnő fogathajtóverseny-pálya van, jelenleg Romániában ez az egyedüli, mely alkalmas nemzetközi, akár világversenyek lebonyolítására is.

## Fekvése
Sepsiszentgyörgytől 13 km-re északra, az Olt jobb oldali teraszán fekszik, az úgynevezett Olt-fejben. A Baróti-hegység és a Bodoki-hegység közötti völgyben, a DN12-es főút mentén található. Közigazgatásilag Sepsibodok községhez tartozik.

## Nevének eredete
Nevét arról kapta, hogy itt az Olt völgye kezd kinyílni, így ez mintegy tágabb térségre nyíló szeme az Olt völgyének.[forrás?]

## Története
Területe ősidők óta lakott. A Mikó-kastély északi oldalánál a Vármege nevű helyen őskori telep volt, mellette 2. századi római castrumot tártak fel, melynek alapjain középkori erőd épült. 1332-ben Olotnu-Olthzeme néven említik először.
A falunak 1910-ben 638 magyar lakosa, 1992-ben 608 lakosa volt, ebből 606 magyar és 2 román.
2007-ben huszonnégy sepsiszéki falu közül Oltszem nyerte el a Madárbarát falu címet, melynek jelképe a falu közelében fészkelő, fokozottan védett haris
Oltszemen az oktatás az író és püspök Makkai Sándor nevét viselő elemi iskolában zajlik.

## Látnivalók
- Református temploma az Olt feletti magaslaton áll, középkori eredetű, de a többszöri átalakítások miatt eredeti formáját elvesztette.
- A falu északi végében magaslaton látható a gr. Mikó Miklós által 1827-ben épített Mikó-kastély.
- A falu térségében, az Olt bal partján két várromot találhatunk, ezek a Herecz-vára és Leányka vára. Az egykori várak építésének kora pontosan nem mondható meg, környéküket régészeti rezervátumnak nyilvánították.

### Mikó-kastély
A székelyföldi késő klasszicista építészet egyik jelentős, nagyon jó állapotban lévő, egységes és összetett alkotása.

### Herecz-vára
A falutól északra Málnás felé félúton az Olt bal partja fölé kiszögellő hegytetőn jelentős nagyságú ősi vár maradványai láthatók, amelyet Herecz vagy Mikóvárnak neveznek. A monda szerint a várat óriások építették és lakták, akik pár lépéssel a hegyláncolatban lévő Kincsás várához értek. A hagyomány szerint az itt lakott hatalmas hős hatalma alá tartozott 9 falu: Oltszem, Bodok, Zoltán, Étfalva, Martonos, Fotos, Gidófalva, Angyalos és Besenyő. Ez az óriás hős nem lehetett más, mint a Mikóék valamelyik őse, mivel a család már a 14. században a térségben volt, és akár innen is eredhet a „Mikó-vára” elnevezés. 1827-ben gróf Mikó Miklós lebontatta a várat, az elbontott falak köveiből építették a Mikó-kastélyt, erre utal a főbejárat feletti kőtábla felirata is. A hagyomány szerint Oltszem és Málnás régebbi kőházai is ezen vár alapanyagaiból készültek.

### Leánykavára
Oltszemtől északkeletre, a Mikó-kastéllyal szemben az Olt bal partján a Bodoki-hegység egyik hegyhátán találhatók Leánykavár maradványai. A vár őskori telepre épített La Tène kori erőd volt és a római uralomig állott. A legenda szerint Kincsás és Herecz-várának nagyon szép leányaik voltak, és mivelhogy féltették, ezt a várat nekik építették, és ide rejtették el őket. Egy összekötő út volt a Kincsással, melyet „Hintó-útjá”-nak neveztek, piros kör turistajelzéssel ma is bejárható. Hagyomány szerint a várat a Herecz-várával egy alagút kötötte össze – ezen jártak haza a lányok látogatni a szüleiket. A Leánykavára alatti lapályon világszínvonalú lovas fogathajtó pálya épült 2017-ben.